# 호아빈현
호아빈현(베트남어: Huyện Hòa Bình / 縣和平)은 베트남 메콩강 삼각주 박리에우성의 현이다.

## 행정 구역
호아빈현은 1개의 시진과 7개의 사를 관할하고 있다.

### 시진
- 호아빈 시진 (Thị trấn Hòa Bình, 和平市鎭)

### 사
- 민지우 사 (Xã Minh Diệu, 明兆社)
- 빈딘 사 (Xã Vĩnh Bình, 永平社)
- 빈허우 사 (Xã Vĩnh Hậu, 永厚社)
- 빈허우A 사 (Xã Vĩnh Hậu A, 永厚A社)
- 빈미A 사 (Xã Vĩnh Mỹ A, 永美A社)
- 빈미B 사 (Xã Vĩnh Mỹ B, 永美B社)
- 빈틴 사 (Xã Vĩnh Thịnh, 永盛社)